# Mayday Parade

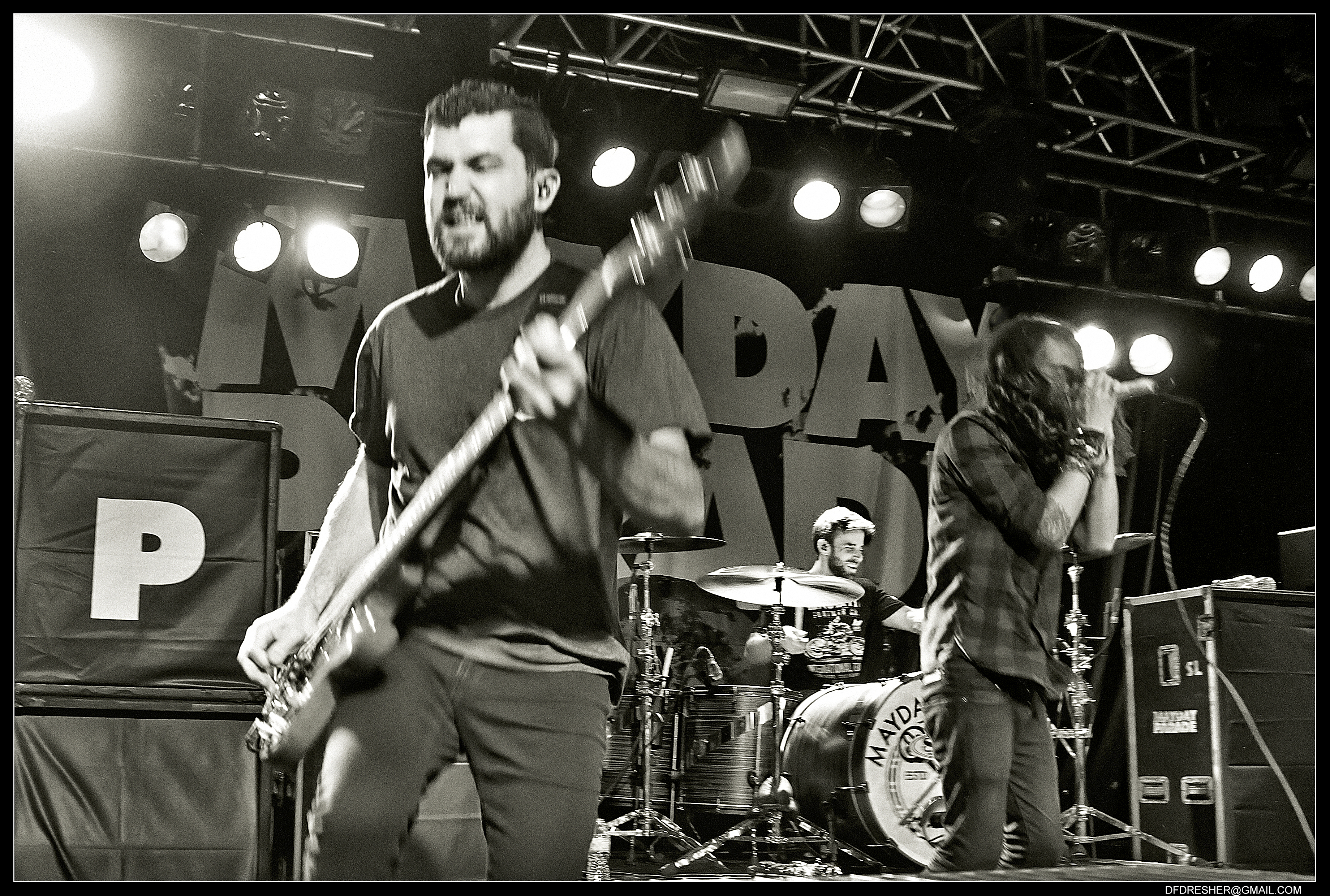
Mayday Parade 2014

Mayday Parade är ett amerikanskt rockband bildat 2005 i Tallahassee, Florida.
Bandet består av Derek Sanders (sång), Jeremy Lenzo (basgitarr/sång), Alex Garcia (gitarr), Brooks Betts (gitarr) och Jake Bundrick (trummor/sång). De hade tidigare en medlem vid namn Jason Lancaster, men eftersom han blev pappa hoppade han av bandet.
De har gett ut tre studioalbum och två EP-skivor. Debut-EP:n Tales Told by Dead Friends släpptes den 7 november 2006 och var en samling av demos. De åkte själva ut och sålde albumet och blev på så sätt erbjudna skivkontrakt. Deras andra album heter A Lesson in Romantics och släpptes den 10 juli 2007. Det tredje albumet, Anywhere but Here, släpptes den 6 oktober 2009.
Mayday Parade turnerade the 2010 Take Action Tour tillsammans med We the Kings, A Rocket to the Moon och There for Tomorrow. Turnén började 25 januari och slutade 2 mars.

## Medlemmar
Nuvarande medlemmar
- Derek Sanders – sång, piano, akustisk gitarr (2005– )
- Alex Garcia – sologitarr (2005– )
- Brooks Betts – rytmgitarr (2005– )
- Jake Bundrick – trummor, percussion (2005– ), sång (2007– )
- Jeremy Lenzo – basgitarr, sång (2005– )

Tidigare medlemmar
- Jason Lancaster – sång, gitarr (2005–2007)

## Diskografi

### Studioalbum
| År   | Album                                     | Listplaceringar | Listplaceringar | Listplaceringar | Sålda ex. |
| År   | Album                                     | 200             | HEAT            | IND             | Sålda ex. |
| ---- | ----------------------------------------- | --------------- | --------------- | --------------- | --------- |
| 2007 | A Lesson in Romantics - Släppt 10 juli    | –               | 8               | 31              | 200 000+  |
| 2009 | Anywhere but Here - Släppt 6 oktober      | 31              | -               | -               | 17 780    |
| 2011 | Mayday Parade - Släppt 4 oktober          | 12              | -               | 2               | 100 000+  |
| 2013 | Monsters in the Closet - Släppt 8 oktober | 10              | -               | -               | 30 000    |
| 2015 | Black Lines - Släppt 9 oktober            | 21              | -               | -               | -         |
| 2018 | Sunnyland - Släppt 15 juni                | 104             | -               | -               | -         |

### EP-skivor
| År   | Album                                          | Listplaceringar | Listplaceringar | Listplaceringar | Sålda ex. |
| År   | Album                                          | 200             | HEAT            | IND             | Sålda ex. |
| ---- | ---------------------------------------------- | --------------- | --------------- | --------------- | --------- |
| 2006 | Tales Told by Dead Friends - Släppt 7 november | –               | –               | –               | 20 000    |
| 2011 | Valdosta - Släppt 8 mars                       | 127             | -               | -               | -         |